# Portugalia na Letnich Igrzyskach Olimpijskich 1976
Portugalię na Letnich Igrzyskach Olimpijskich 1976 reprezentowało 19 zawodników (sami mężczyźni). Był to 14. start reprezentacji Portugalii na letnich igrzyskach olimpijskich.

## Zdobyte medale
| Medal  | Zawodnik        | Dyscyplina    | Konkurencja               | Rezultat |
| ------ | --------------- | ------------- | ------------------------- | -------- |
| Srebro | Carlos Lopes    | Lekkoatletyka | bieg na 10 000 m mężczyzn | 27:45,17 |
| Srebro | Armando Marques | Strzelectwo   | trap                      | 189/25   |

## Skład kadry

### Judo
Mężczyźni
- José Gomes waga do 63 kg – 7. miejsce,
- António Roquete waga do 70 kg – 9. miejsce,

### Lekkoatletyka
Mężczyźni
- José Carvalho

bieg na 400 m – odpadł w eliminacjach,
bieg na 400 m przez płotki – 5. miejsce,
- Fernando Mamede

bieg na 800 m – odpadł w eliminacjach,
bieg na 1500 m – odpadł w półfinale,
- Hélder de Jesus – bieg na 1500 m – odpadł w półfinale,
- Aniceto Simões – bieg na 5000 m – 8. miejsce,
- Carlos Lopes – bieg na 10 000 m – 2. miejsce,
- Anacleto Pinto – maraton – 22. miejsce,

### Pływanie
Mężczyźni
- José Pereira

100 m stylem dowolnym – odpadł w eliminacjach,
200 m stylem dowolnym – odpadł w eliminacjach,
- Paulo Frischknecht

200 m stylem dowolnym – odpadł w eliminacjach,
100 m stylem motylkowym – odpadł w eliminacjach,
200 m stylem motylkowym – odpadł w eliminacjach,
- Rui Abreu – 400 m stylem dowolnym – odpadł w eliminacjach,
- António de Melo

1500 m stylem dowolnym – odpadł w eliminacjach,
100 m stylem grzbietowym – odpadł w eliminacjach,
200 m stylem grzbietowym – odpadł w eliminacjach,
400 m stylem zmiennym – odpadł w eliminacjach,
- Henrique Vicêncio

100 m stylem klasycznym – odpadł w eliminacjach,
200 m stylem klasycznym – odpadł w eliminacjach,
- José Pereira, António de Melo, Rui Abreu, Paulo Frischknecht – sztafeta 4 × 200 m stylem dowolnym – odpadli w eliminacjach,
- Paulo Frischknecht, José Pereira, Henrique Vicêncio, António de Melo – sztafeta 4 × 100 m stylem zmiennym – odpadli w eliminacjach,

### Strzelectwo
Mężczyźni
- Armando Marques – trap – 2. miejsce,

### Zapasy
Mężczyźni
- Leonel Duarte – styl klasyczny waga do 52 kg – odpadł w eliminacjach,
- Luís Grilo – styl klasyczny waga do 57 kg – odpadł w eliminacjach,
- Joaquim Jesus Vieira – styl klasyczny waga do 62 kg – odpadł w eliminacjach,

### Żeglarstwo
- Francisco Mourão, Joaquim Ramada – klasa 470 – 21. miejsce,